# Naoki Ishibashi
Naoki Ishibashi (石橋 直希 Ishibashi Naoki?), född 14 maj 1981 i Saitama prefektur, är en japansk före detta fotbollsspelare.
Ishibashi började sin karriär 2000 i Yokohama FC. 2002 flyttade han till Sagan Tosu. Efter Sagan Tosu spelade han för ALO's Hokuriku. Han avslutade karriären 2006.